# Béla Merkely
Béla Péter Merkely (* 28. červen 1966, Budapešť) je maďarský lékař, odborník v oblasti kardiologie, univerzitní profesor, doktor Maďarské akademie věd, od roku 2018 rektor Semmelweis Egyetem v Budapešti.

## Biografie
Narodil se roku 1966 v Budapešti v tehdejší Maďarské lidové republice. Odmaturoval na Táncsics Mihály Gimnázium, poté nastoupil na studium medicíny na Semmelweis Egyetem, kde v roce 1991 získal lékařský diplom. Následně studoval jako stipendista na Univerzitě Heidelberg. Pracovní kariéru započal na Srdeční a cévní klinice Városmajor v Budapešti. V roce 2018 byl jmenován rektorem Semmelweis Egyetem.
Je autorem řady odborných článků a knih. Za svůj přínos v oblasti lékařské kardiologie získal desítky čestných doktorátů, ocenění, řádů a vyznamenání (včetně Széchenyiho ceny). 

### Politika
V únoru 2024 se jeho jméno objevilo mezi zvažovanými kandidáty vládní koalice Fidesz–KDNP pro prezidentské volby 2024.

## Soukromý život
Jeho otec byl učitelem tělesné výchovy. Tři z jeho šesti bratrů pracují jako učitelé tělesné výchovy.
Je ženatý a má tři děti: Gergő (* 1990), Petra (* 1992), kteří rovněž působí v lékařství, a Márton (* 2011). Ve volném čase rád hraje vodní pólo, dříve také závodně plaval. Kromě rodné maďarštiny hovoří také anglicky a německy.